# Tom De Sutter
Tom De Sutter (Gante, Bélgica, 3 de julio de 1985) es un exfutbolista belga que jugaba como delantero.

## Selección nacional
Fue internacional con la selección de fútbol de Bélgica, jugando 14 partidos en los que no anotó goles. También participó en el seleccionado sub-21, donde jugó 4 encuentros.

## Clubes
| Club                | País    | Año       |
| ------------------- | ------- | --------- |
| Torhout 1992 KM     | Bélgica | 2005-2006 |
| Círculo de Brujas   | Bélgica | 2006-2009 |
| R. S. C. Anderlecht | Bélgica | 2009-2013 |
| Club Brujas         | Bélgica | 2013-2015 |
| Bursaspor           | Turquía | 2015-2016 |
| K. S. C. Lokeren    | Bélgica | 2016-2018 |
| K. V. Oostende      | Bélgica | 2019      |
| Royal Knokke        | Bélgica | 2019-2020 |

## Palmarés

### Títulos nacionales
| Título                      | Club                | País    | Año  |
| --------------------------- | ------------------- | ------- | ---- |
| Primera División de Bélgica | R. S. C. Anderlecht | Bélgica | 2010 |
| Supercopa de Bélgica        | R. S. C. Anderlecht | Bélgica | 2010 |
| Primera División de Bélgica | R. S. C. Anderlecht | Bélgica | 2012 |
| Supercopa de Bélgica        | R. S. C. Anderlecht | Bélgica | 2012 |
| Primera División de Bélgica | R. S. C. Anderlecht | Bélgica | 2013 |
| Copa de Bélgica             | Club Brujas         | Bélgica | 2015 |